# Phytomyza cornuta
Phytomyza cornuta este o specie de muște din genul Phytomyza, familia Agromyzidae, descrisă de Friedrich Georg Hendel în anul 1935.
Este endemică în Estonia. Conform Catalogue of Life specia Phytomyza cornuta nu are subspecii cunoscute.